# The Cycles: International Grand Prix Racing

The Cycles: International Grand Prix Racing разработана Distinctive Software и издана Accolade в 1989 году. Игра представляет собой симулятор гонок на мотоциклах. Игра похожа на их же игру 1988 года Grand Prix Circuit, но там гонки на машинах.
Игра была издана для Amiga, Commodore 64, DOS, Amstrad CPC и ZX Spectrum.

## Геймплей
5 уровней сложности, от Easy до Pro; 15 различных трасс; Для каждой трассы имеется своя таблица рекордов; 3 режима игры — практика, одиночный заезд и чемпионат.
В одиночном заезде необходимо пройти квалификационный круг, чтобы определить позицию на старте. Искусственный интеллект работает хорошо, соперники умеют обгонять и не пускать вперед (в отличие от Wacky Wheels, где все соперники с самого начала гонки выстраивались в колонну по одному и проезжали так всю трассу).
По окончании заезда подсчитывается общее количество очков, набранное участниками, и в соответствии с этим расставляются места. Для гонки можно выбрать один из 3 мотоциклов с различными характеристиками.